# 'Abd al-Rahman bin 'Abd al-'Aziz Al Sa'ud
ʿAbd al-Raḥmān ibn ʿAbd al-ʿAzīz Āl Saʿūd (in arabo عبد الرحمن بن عبد العزيز آل سعود‎?; Riad, 1931 – Riad, 13 luglio 2017) è stato un politico e imprenditore saudita, membro della famiglia reale Al Saʿūd.

## Primi anni di vita ed educazione
È stato il più anziano membro superstite dei "sette Sudayrī". Sua madre era Hassa bint Ahmad al-Sudayri.
Il principe ʿAbd al-Raḥmān è il primo dei figli di Abd al-Aziz dell'Arabia Saudita a studiare in Occidente. Ha conseguito un Bachelor of Arts presso l'Università della California, a Berkeley e si è laureato presso la California Military Academy.

## Carriera
ʿAbd al-Raḥmān ha sostituito suo fratello, il principe Turki II, come il vice ministro della Difesa e dell'Aviazione nel 1978, quando questi si dimise. Prima della sua nomina, il principe ʿAbd al-Raḥmān era un uomo d'affari. Rimase in carica fino al 5 novembre 2011. Nel 1980, è stato segnalato per aver fornito il servizio di ristorazione al Ministero attraverso la propria società di servizi alimentari di grandi dimensioni.
Durante l'assenza dal regno del defunto principe Sulṭān, a causa delle sue cure mediche all'estero, ha intensificato la sua attività al Ministero. È stato spesso descritto come di carattere scontroso.
ʿAbd al-Raḥmān b. ʿAbd al-ʿAzīz è stato sollevato dal suo incarico di vice ministro il 5 novembre 2011. Il giornale Al-Quds Al-Arabi ha riferito che è stato licenziato dal re ʿAbd Allāh in quanto scontento per essere stato scavalcato nella nomina a principe ereditario dal defunto principe Nāyef e successivamente si è rifiutato di dichiarare fedeltà a quest'ultimo. Sosteneva infatti che era lui che avrebbe dovuto essere promosso.

## Successione
Il principe ʿAbd al-Raḥmān espresse la sua preoccupazione circa la formazione del Consiglio di Fedeltà nel 2007, anche se quasi tutti i figli sopravvissuti di re ʿAbd al-ʿAzīz sostennero la bontà del nuovo accordo. La ragione per le sue proteste era motivata dal fatto che era lui il più vicino in età al principe Sulṭān. Poiché il nuovo accordo in materia di successione non si basa sull'anzianità ma sui meriti, a lui fu preferito Nāyef. Il principe Salmān, che è il suo più giovane fratello e arbitro nelle dispute familiari, si dice abbia ordinato ad ʿAbd al-Raḥmān di "tacere e di tornare al lavoro".

## Vita personale
Il principe ʿAbd al-ʿAzīz è sposato con Maha Āl Ibrāhīm, che è la sorella della moglie del defunto re Fahd, al-Jawhara Āl Ibrāhīm.

## Morte e funerale
Il principe è morto a Riad il 13 luglio 2017 per insufficienza renale. Le preghiere funebri si sono tenute il giorno successivo nella Grande Moschea di La Mecca dopo la preghiera della sera alla presenza di re Salman. La salma è stata poi sepolta nel cimitero al-Adl della città.

## Albero genealogico
|                                    |                              |                             | Genitori                           |  |  | Nonni |  |  | Bisnonni        |  |  | Trisnonni                     |  |
|                                    |                              |                             |                                    |  |  |       |  |  | Fayṣal Āl Saʿūd |  |  | Turkī bin ʿAbd Allāh Āl Saʿūd |  |
|                                    |                              |                             |                                    |  |  |       |  |  | Fayṣal Āl Saʿūd |  |  | Turkī bin ʿAbd Allāh Āl Saʿūd |  |
|                                    |                              | Hia bint Ḥamad Tamīmī       |                                    |  |  |       |  |  | Fayṣal Āl Saʿūd |  |  |                               |  |
| ʿAbd al-Raḥmān Āl Saʿūd            |                              |                             |                                    |  |  |       |  |  | Fayṣal Āl Saʿūd |  |  |                               |  |
|                                    |                              | Sāra bint Misharī Āl Saʿūd  | Misharī b. ʿAbd al-Raḥmān b. Saʿūd |  |  |       |  |  |                 |  |  |                               |  |
|                                    |                              | Sāra bint Misharī Āl Saʿūd  | Misharī b. ʿAbd al-Raḥmān b. Saʿūd |  |  |       |  |  |                 |  |  |                               |  |
|                                    |                              | Sāra bint Misharī Āl Saʿūd  | …                                  |  |  |       |  |  |                 |  |  |                               |  |
| Abd al-Aziz dell'Arabia Saudita    |                              | Sāra bint Misharī Āl Saʿūd  |                                    |  |  |       |  |  |                 |  |  |                               |  |
|                                    |                              | Aḥmad al-Kabīr al-Sudayrī   | Muḥammad b. Turkī al-Sudayrī       |  |  |       |  |  |                 |  |  |                               |  |
|                                    |                              | Aḥmad al-Kabīr al-Sudayrī   | Muḥammad b. Turkī al-Sudayrī       |  |  |       |  |  |                 |  |  |                               |  |
|                                    |                              | Aḥmad al-Kabīr al-Sudayrī   | …                                  |  |  |       |  |  |                 |  |  |                               |  |
| Sāra bint Aḥmad al-Sudayrī         |                              | Aḥmad al-Kabīr al-Sudayrī   |                                    |  |  |       |  |  |                 |  |  |                               |  |
|                                    |                              | …                           | …                                  |  |  |       |  |  |                 |  |  |                               |  |
|                                    |                              | …                           | …                                  |  |  |       |  |  |                 |  |  |                               |  |
|                                    |                              | …                           | …                                  |  |  |       |  |  |                 |  |  |                               |  |
| 'Abd al-Rahman dell'Arabia Saudita |                              | …                           |                                    |  |  |       |  |  |                 |  |  |                               |  |
|                                    | Muḥammad al-Kabīr al-Sudayrī | Aḥmad al-Kabīr al-Sudayrī * |                                    |  |  |       |  |  |                 |  |  |                               |  |
|                                    | Muḥammad al-Kabīr al-Sudayrī | Aḥmad al-Kabīr al-Sudayrī * |                                    |  |  |       |  |  |                 |  |  |                               |  |
|                                    | Muḥammad al-Kabīr al-Sudayrī | …                           |                                    |  |  |       |  |  |                 |  |  |                               |  |
| Aḥmad al-Sudayrī                   | Muḥammad al-Kabīr al-Sudayrī |                             |                                    |  |  |       |  |  |                 |  |  |                               |  |
|                                    |                              | …                           | …                                  |  |  |       |  |  |                 |  |  |                               |  |
|                                    |                              | …                           | …                                  |  |  |       |  |  |                 |  |  |                               |  |
|                                    |                              | …                           | …                                  |  |  |       |  |  |                 |  |  |                               |  |
| Ḥaṣṣa bt. Aḥmad al-Sudayrī         |                              | …                           |                                    |  |  |       |  |  |                 |  |  |                               |  |
|                                    |                              | ʿAlī b. Muḥammad al-Suwaydī | Muḥammad al-Suwaydī                |  |  |       |  |  |                 |  |  |                               |  |
|                                    |                              | ʿAlī b. Muḥammad al-Suwaydī | Muḥammad al-Suwaydī                |  |  |       |  |  |                 |  |  |                               |  |
|                                    |                              | ʿAlī b. Muḥammad al-Suwaydī | …                                  |  |  |       |  |  |                 |  |  |                               |  |
| Sharīfa al-Suwaydī                 |                              | ʿAlī b. Muḥammad al-Suwaydī |                                    |  |  |       |  |  |                 |  |  |                               |  |
|                                    |                              | …                           | …                                  |  |  |       |  |  |                 |  |  |                               |  |
|                                    |                              | …                           | …                                  |  |  |       |  |  |                 |  |  |                               |  |
|                                    |                              | …                           | …                                  |  |  |       |  |  |                 |  |  |                               |  |
|                                    |                              | …                           |                                    |  |  |       |  |  |                 |  |  |                               |  |